# Sloanea fragrans
Sloanea fragrans är en tvåhjärtbladig växtart som beskrevs av Henry Hurd Rusby. Sloanea fragrans ingår i släktet Sloanea och familjen Elaeocarpaceae. Inga underarter finns listade i Catalogue of Life.